# Edward McGlynn
Edward McGlynn, född 27 augusti 1931, död 24 april 2012, var en friidrottare från Australien. Han deltog vid olympiska sommarspelen 1956.